# ГЕС Ондінас
ГЕС Ондінас (ісп. Las Ondinas) — гідроелектростанція на північному заході Іспанії. Знаходячись між ГЕС Ріоскуро (вище по течії) та ГЕС Пеньядрада, входить до складу каскаду на річці Сіль (ліва притока найбільшої річки Галісії Мінью).
Для роботи станції спорудили одразу два водосховища. Перше із них площею поверхні 1,5 км2 та об'ємом від 1,4 до 28 млн м3 (в залежності від рівня поверхні) утримує гравітаційна гребля Rozas висотою 71 метр та довжиною 171 метр, на спорудження якої пішло 165 тис. м3 матеріалу. Накопичена тут вода перекидається через тунель довжиною 11 км до водосховища Matalavilla, розташованого на Arroyo Valseco (правий виток Rio-de-Las-Vegas, лівої притоки Сіль). Його утримує аркова гребля висотою 115 метрів та довжиною 240 метрів, яка потребувала 170 тис. м3 матеріалу. Друге сховище має площу поверхні 1,8 км2 та об'ємом від 3,25 до 65 млн м3.
До тунелю між водосховищами також подається додатковий ресурс із лівих приток Сіль — Durria, La Seita та Matalavilla. Крім того, до другого сховища через окремий тунель перекидається ресурс, захоплений із Rio-de-o-de-la-Tejera (лівий витік згаданої вище Rio-de-Las-Vegas).
Від Matalavilla вода подається до машинного залу, розташованого у 1,5 км на північний захід на березі Сіль. Основне обладнання станції складають дві турбіни типу Френсіс потужністю по 40,4 МВт, які працюють при напорі у 164 метри. Відпрацьована вода відводиться до нижнього балансуючого резервуару Ондінас об'ємом 0,5 млн м3, звідки спрямовується через дериваційний канал/тунель до ГЕС Пеньядрада.
Зв'язок з енергосистемою відбувається по ЛЕП, що працює під напругою 220 кВ.